# Парламентские выборы в Бангладеш (2014)
Парламентские выборы в Бангладеш прошли 5 января 2014 года. После объявления даты начались многочисленные протесты оппозиционных партий и угроза бойкота выборов. На выборах были избраны 300 депутатов парламента страны. Большинство мест принадлежит с 2008 Авами лиг (Народной лиге).

## Избирательная система
Избрание происходило по партийным спискам, причём партия, набравшая большинство голосов в данном избирательном округе, получала все места данного округа. При этом не играли роли ни конкретный процент голосов, ни явка избирателей. Депутаты, избранные от какой-либо партии, не имеют права изменить свою фракционную принадлежность.

## Контекст
Подготовка к выборам проходила на фоне политической напряжённости, протестов и провокаций. Так, 4 января было подожжено более 100 избирательных участков. Также прошла двухдневная забастовка, объявленная оппозиционной Националистической партией. Многие школы, магазины и государственные учреждения были вынуждены закрыться, опасаясь нападений. Несмотря на неспокойную обстановку, власти страны провели выборы в назначенный срок. Для охраны порядка в стране были привлечены 50 тысяч солдат. Оппозиция призывала к бойкоту выборов, так как, по её мнению, исход голосования в пользу правящей партии Авами Лиг был предрешен. Протестные лидеры настаивали, чтобы премьер-министр Шейх Хасина ушла в отставку и передала руководство страной независимому переходному правительству. Только это, по мнению оппозиции, обеспечило бы честные выборы. Хасина требования протестующих отвергла. Премьер-министр вместо этого создала и возглавила собственное временное правительство, в которое включила своих сторонников. Хасина предлагала оппозиции войти в состав кабинета министров, однако протестные лидеры отказались. Различного рода столкновения и забастовки проходили с того момента, как в октябре была назначена дата парламентских выборов. В ходе беспорядков погибли более 150 человек.
5 января в ходе беспорядков погибли не менее 13 человек, в основном представители оппозиции, попытавшиеся в день выборов взять штурмом и поджечь избирательные участки, чтобы сорвать голосование. В частности, полиция застрелила четырёх членов оппозиционных партий и движений. Кроме того, погибли по меньшей мере два охранника участков, пытавшиеся остановить погромы. Всего в день голосования нападениям подверглись несколько сотен избирательных участков. В ночь на 5 января были сожжены 127 школ, а уже после начала выборов оппозиционеры напали ещё примерно на 150 избирательных участков. В то же время, в пригороде Дакки неизвестные взорвали в участке самодельную бомбу. На выборах зафиксирована крайне низкая явка - проголосовали чуть более 20 % избирателей. Прошла также 48-часовая всеобщая забастовка с требованием признать проходящие выборы нелегитимными.
Правящая Авами Лиг одержала победу.

### Бойкот выборов
Националистическая партия и Джатья партия призвали к бойкоту выборов. Отказ от участия в выборах главной оппозиционной Националистической партии Бангладеш и её союзников означала, что кандидаты от правящей Народной лиги не встретят сопротивления более чем в половине избирательных округов. Оппозиция назвала выборы фарсом, потребовав от премьер-министра Шейх Хасины уйти отставку и сформировать беспартийное временное правительство.

## Результаты
В условиях бойкота выборов основной оппозиционной Националистической партией правящая партия априори обеспечило себе победу при наличии 154 безальтернативных округов, из которых в 127 округах единственными кандидатами были члены Авами Лиг. Из оставшихся безальтернативных округов 20 досталось партии Джатья.
Из-за бойкота и насилия явка составила только 22 %. Из 147 многопартийных округов в 139 результаты были подтверждены: Авами Лиг получила 105 мест, Джатья — 13 мест, Рабочая партия (Коммунистическая партия ленинского толка) — 4 места, отколовшееся крыло Джатья (Манджу), Федерация Тарикат и Бангладешская националистическая партия — по 1 месту. Результаты в оставшихся 8 округах были отменены из-за беспорядков и были назначены перевыборы.
Избранные парламентарии были приведены к присяге 9 января 2014 года.
| Партия                                                         | Голоса | % | Мест | +/– |
| -------------------------------------------------------------- | ------ | - | ---- | --- |
| Авами Лиг                                                      |        |   | 231  |     |
| Джатья                                                         |        |   | 33   |     |
| Рабочая партия                                                 |        |   | 6    |     |
| Национальная социалистическая партия (Jatiyo Samajtantrik Dal) |        |   | 5    |     |
| Бангладешская националистическая партия                        |        |   | 1    |     |
| Джатья (Манджу)                                                |        |   | 1    |     |
| Федерация Тарикат                                              |        |   | 1    |     |
| Беспартийные                                                   |        |   | 14   |     |
| Перевыборы                                                     | –      | – | 8    | –   |
| Недействительных/пустых бюллетеней                             |        | – | –    | –   |
| Всего                                                          |        |   | 300  | 0   |
| Зарегистрированных избирателей/Явка                            |        |   | –    | –   |
| Источник: Dhaka Tribune                                        |        |   |      |     |